# Palais des Arts Reina-Sofía
Résidence
Le Palais des Arts Reina Sofía ou Opéra de Valence (Palau de les Arts Reina Sofía en valencien) est un bâtiment de l'ensemble de la Cité des arts et des sciences de Valence réalisé par le célèbre architecte valencien Santiago Calatrava Valls en 2004 ce qui en fait le cinquième édifice de la Cité. Il est inauguré le 9 octobre 2005 qui est le jour de la fête de la Communauté Valencienne et ouvert au public un an plus tard. 

## Situation

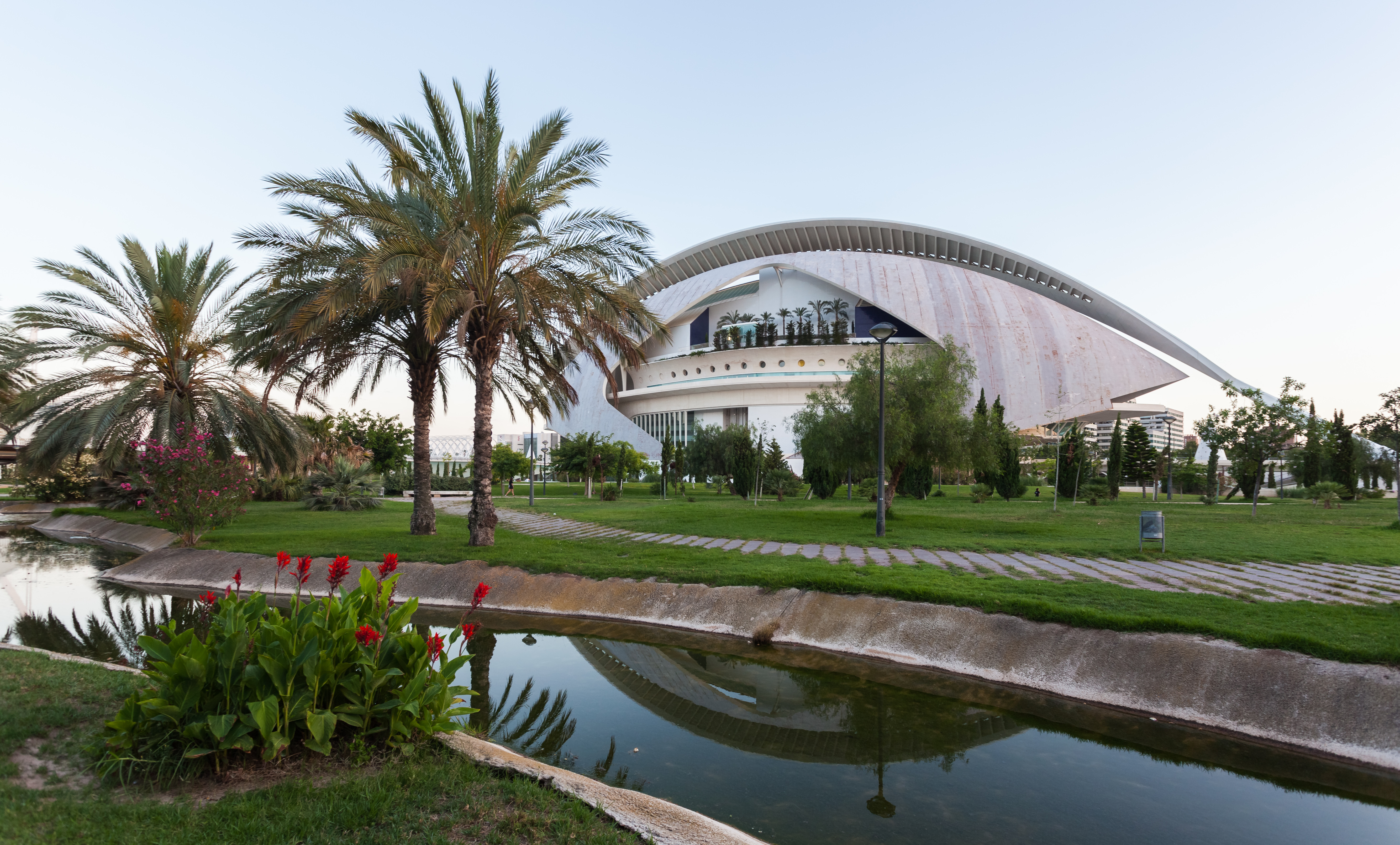

Le Palais des Arts Reina Sofía fait partie de l'ensemble architectural de la Cité des Arts et des Sciences dans le sud-est de Valence, troisième ville d'Espagne par sa population. Il se situe sur l'ancien lit du Turia, formant une véritable "coulée verte", aujourd'hui asséché à cause du risque d'inondations, le fleuve Turia ayant été détourné au sud de la ville. C'est l'édifice le plus occidental et septentrional de la Cité.

## Architecture
C'est un édifice colossal de style futuriste et assez stupéfiant par sa forme semblable à celle d'un bateau. De plus sa hauteur et son étendue surprennent : 75 mètres de haut et environ 40 000 m2 de surface. Il fut conçu par empilement de volumes protégés par une grande enveloppe blanche en forme de coquillage. Aussi, une immense plume en métal surplombe le Palais, tenu par un pilier en béton armé.
Le palais est entouré de 60 000 m2 de jardins, 11 000 m2 de bassins et de fontaines tout comme les autres bâtiments de la Cité.

## Activités et salles

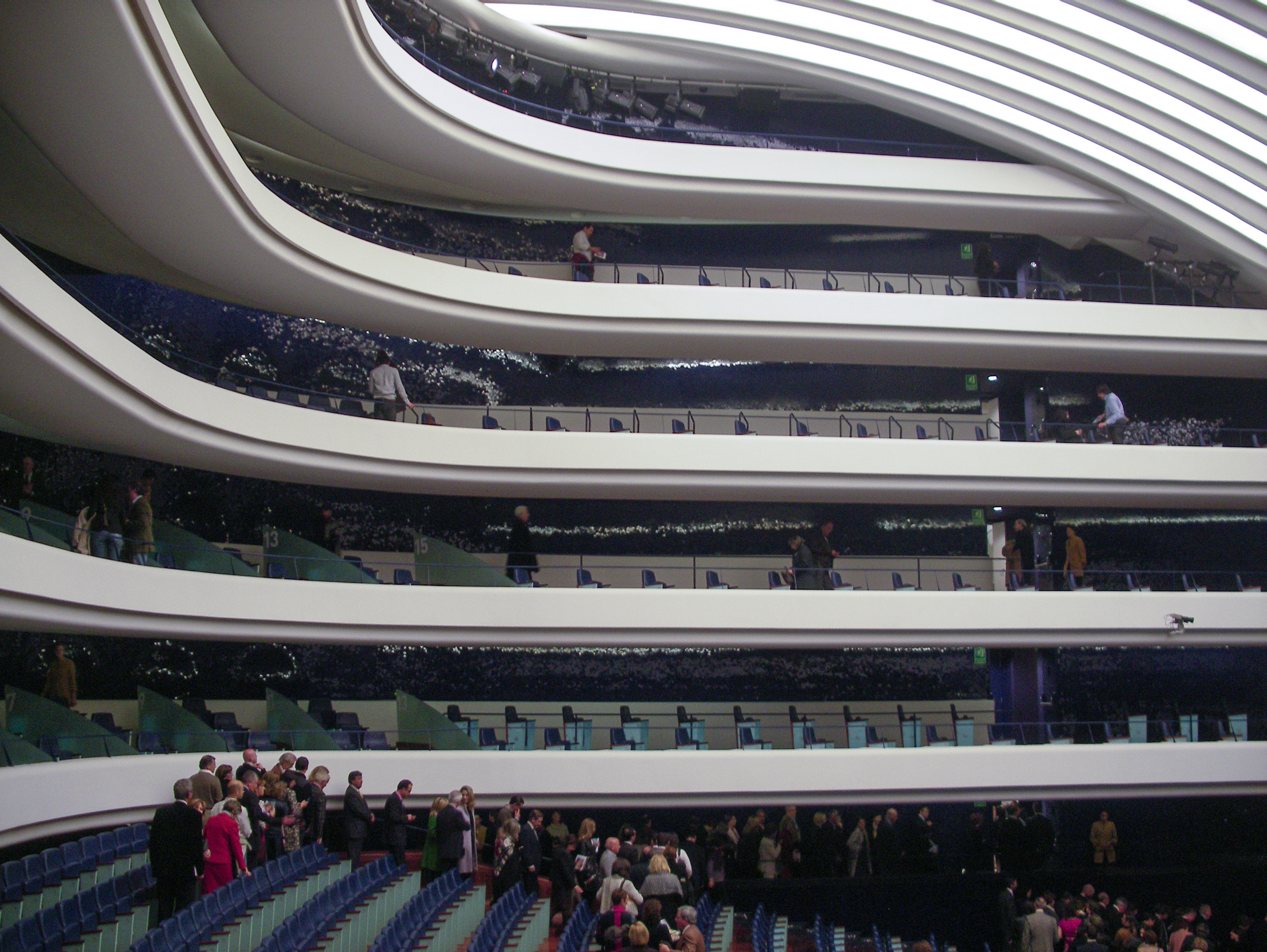
La salle principale

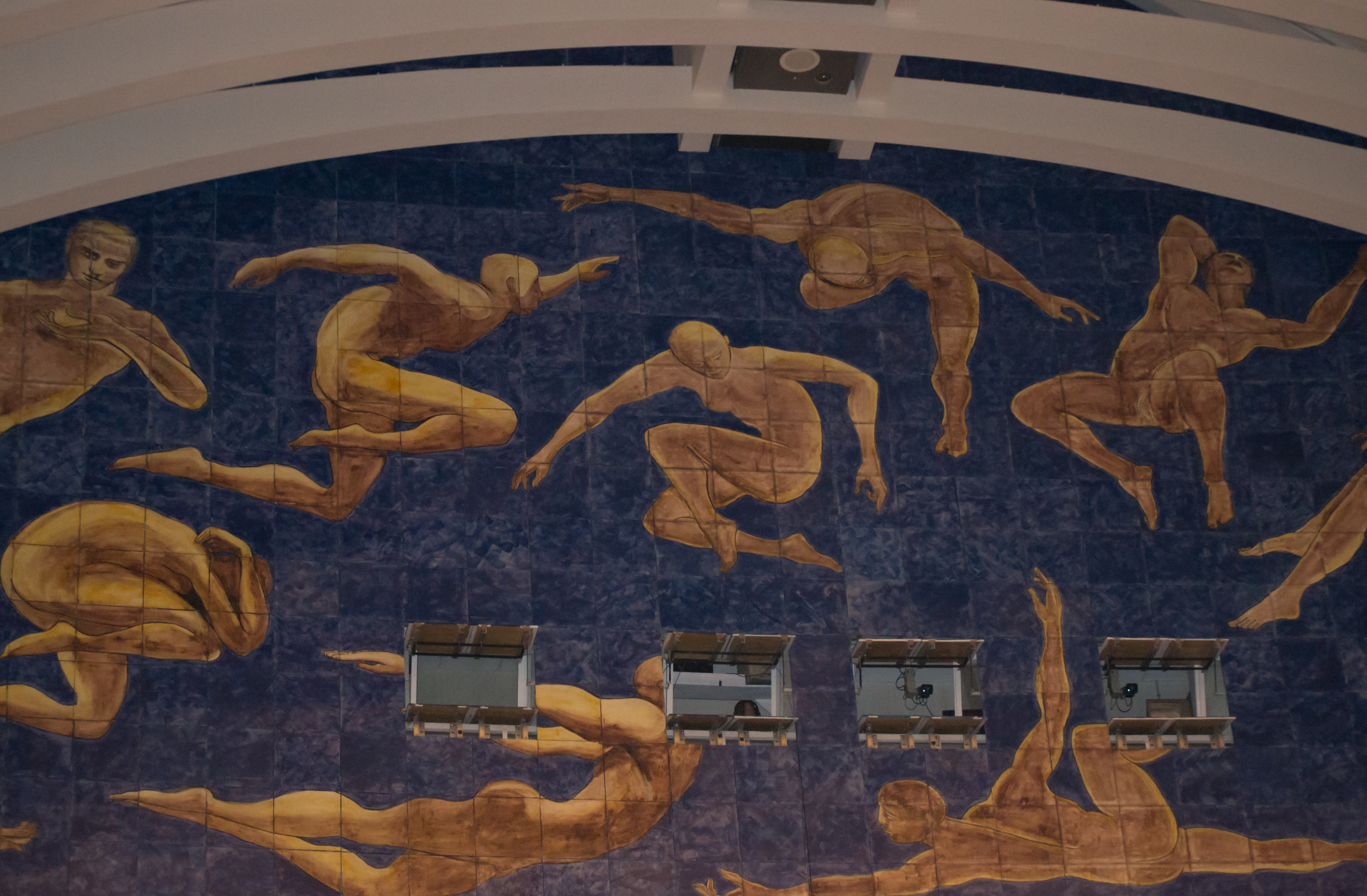
Détail de la décoration de l’Auditorium.

L'opéra de Valence abrite plusieurs salles ainsi qu'un auditorium où ont lieu des concerts et diverses représentations théâtrales comme lyriques.
Il est le principal centre des arts scéniques et musicaux de la Communauté valencienne.
Les salles sont :
- la salle principale de 1 400 places pour les grandes représentations (opéras, zarzuelas, ballets, concerts). La fosse de l'orchestre est la deuxième plus grande du monde après celle de l'Opéra Bastille.
- l'auditorium de 1 490 places
- la salle Martín y Soler qui est le théâtre expérimental (théâtre de musique de chambre) est aussi dédiée aux expositions
- la salle magistrale de 400 places pour les concerts de petits groupes musicaux et pour les conférences

Le premier opéra qui y fut interprété fut Fidelio de Beethoven le 25 octobre 2006.
L'opéra de Valence est le siège de l'Orchestre de la communauté valencienne dirigé par le chef d'orchestre Roberto Abbado depuis 2015.